# Нов свят (1909)
Вижте пояснителната страница за други значения на Нов свят.
„Нов свят“ е българско списание, издавано в Гранит Сити, Илинойс, САЩ в 1909 година.
Издавано е от Станислав Шумков. Поставя си за цел да информира американското общество за положението на българите в Македония.. Списанието представлява луксозно, модерно илюстровано 16-странично издание. Шумков успява да издаде 2 броя от него.